# Большое Петрово (Смоленская область)
Большое Петрово или Петрово — деревня в Вяземском районе Смоленской области России. Входит в состав Заводского сельского поселения. Население — 13 жителей (2007). 
Расположена в восточной части области в 25 км к юго-западу от Вязьмы, в 6 км восточнее автодороги Р134 «Старая Смоленская дорога» Смоленск — Дорогобуж — Вязьма — Зубцов, на берегу реки Семлёвка. В 15 км севернее деревни расположена железнодорожная станция Семлёво на линии Москва — Минск. 

## История
В годы Великой Отечественной войны деревня была оккупирована гитлеровскими войсками в октябре 1941 года, освобождена в марте 1943 года. 